# Satipo
Satipo è un comune del Perù, situato nella regione di Junín e capoluogo della provincia di Satipo.